# 展开琥铂螺
展开琥铂螺（学名：Succinea evoluta）为琥铂螺科琥珀螺属的动物，是中国的特有物种。分布于新疆、河北、陕西、内蒙古等地，生活环境为陆地，常栖息于山区潮湿多腐殖质地灌木草丛中、落叶石块下和石缝中以及溪河边。